# Гнедин, Виктор Александрович
Виктор Александрович Гне́дин (1914, с. Калтанское — 1977, Ленинград) — советский военнослужащий, танкист. Участник советско-финляндской и Великой Отечественной войн. Герой Советского Союза (1945). Майор (1944).
На военной службе находился с 1936 по 1947 год. В 1939 году окончил Харьковское бронетанковое училище, став кадровым офицером Рабоче-крестьянской Красной армии. Зимнюю войну прошёл с первого до последнего дня в составе 465-го отдельного танкового батальона 168-й стрелковой дивизии. Был контужен. Награждён медалью «За отвагу».
В годы Великой Отечественной войны сражался на Северном, Ленинградском и 1-м Белорусском фронтах. Участвовал в оборонительных операциях под Петрозаводском и Ленинградом, прорыве блокады Ленинграда, освобождении Карелии, Эстонии и Польши. В боях дважды ранен. Особо отличился в ходе Варшавско-Познанской фронтовой операции, составной части Висло-Одерской стратегической наступательной операции.
14 января 1945 года 2-й имени майора К. П. Ушакова танковый батальон 220-й отдельной танковой бригады (5-я ударная армия, 1-й Белорусский фронт) под командованием майора В. А. Гнедина прорвал немецкую оборону юго-восточнее города Варка, первым вышел к реке Пилица и захватил мост, тем самым обеспечив форсирование реки передовыми стрелковыми подразделениями. 17 января 1945 года, действуя в отрыве от основных сил бригады, смело и решительно ворвался на восточную окраину города Скерневице и завязал уличные бои с превосходящими силами врага. После пятичасового боя во взаимодействии с подошедшей с севера 34-й мотострелковой бригадой полностью освободил город от войск противника.
Указом Президиума Верховного Совета СССР от 27 февраля 1945 года майору Гнедину Виктору Александровичу было присвоено звание Героя Советского Союза.
С 1947 года майор Гнедин в отставке по состоянию здоровья. Жил в Ленинграде. Занимался литературной деятельностью и военно-патриотическим воспитанием молодёжи.

## Биография

### Детство и юность
Виктор Гнедин родился 11 ноября 1914 года в селе Калтанское Кузнецкой волости Кузнецкого уезда Томской губернии (ныне город Калтан Кемеровской области) в многодетной крестьянской семье. Русский.
Его отец рано овдовел и, будучи не в силах в одиночку воспитывать четверых детей, женился во второй раз на односельчанке Марии Николаевне Царёвой. Вскоре у них и родился сын Виктор. Александр Анисимович погиб в 1916 году на фронте в Первую мировую войну, и Мария Николаевна осталась одна с пятью детьми на руках. Позднее, когда дети подросли, она вторично вышла замуж, и у Виктора появился ещё один сводный брат Николай.
С 1922 по 1926 год Виктор учился в Калтанской начальной школе (ныне школа № 18). В январе 1924 года был принят в пионеры. В 1927 году  переехал в Прокопьевск, где в 1930 году окончил семь классов школы № 15.
В Прокопьевске жил у тёти на станции Усяты. Близость железной дороги во многом определила выбор его профессии. В 1931 году он устроился на станцию сцепщиком вагонов, но уже скоро был переведён на должность оператора. Вступил в комсомол. В том же году окончил курсы дежурных по станции при Новосибирском институте железнодорожного транспорта. В 1932 году перешёл в железнодорожный цех Прокопьевского рудоуправления, работал дежурным по станции, затем маневровым диспетчером. Был передовиком производства, организатором комсомольско-молодёжной смены. В 1936 году в издательстве «Ударник Кузбасса» была выпущена брошюра «Как мы работаем», рассказывающая о передовом опыте маневрового диспетчера В. Гнедина и его коллеги В. Коваленко.

### На военной службе
В ряды Рабоче-крестьянской Красной армии В. А. Гнедин был призван Прокопьевский райвоенкоматом в октябре 1936 года. Срочную службу начал красноармейцем в батальоне связи 211-го стрелкового полка 71-й стрелковой дивизии имени пролетариата Кузнецкого бассейна в Кемерово. Вскоре был направлен в полковую школу связи, где получил воинскую специальность радиотелеграфиста. После её окончания по личной просьбе был переведён в расквартированный там же отдельный танковый батальон. Служил стрелком-радистом и механиком-водителем. К концу срочной службы стал командиром танка.
В 1938 году направлен на учёбу в Харьковское бронетанковое училище имени В. И. Сталина. Окончив его, осенью 1939 года получил назначение в формировавшийся в Ленинграде 465-й отдельный танковый батальон, где принял под командование взвод танков Т-26 1-й роты.
Участник советско-финляндской войны с первых дней. В ходе наступления на сортавальском направлении взвод лейтенанта Гнедина действовал в боевых порядках 367-го стрелкового полка 168-й стрелковой дивизии. В декабре 1939 года части дивизии попали в окружение в районе населённого пункта Кителя, где находились до марта 1940 года. В ночь на 8 января финны предприняли попытку ликвидации котла. Превосходящие силы противника атаковали позиции 8-й роты 367-го стрелкового полка, но неожиданно попали под огонь находившегося в засаде танкового взвода лейтенанта Гнедина. Понеся большие потери, финская пехота отступила. За этот бой Гнедин был награждён первой боевой наградой — медалью «За отвагу». Вскоре его приняли в члены ВКП(б). В одном из последующих боёв он был контужен, но оставался в строю до окончания Зимней войны.

### На фронтах Великой Отечественной войны
После окончания Советско-финляндской войны в Красной армии начались преобразования. 465-й танковый батальон был расформирован, и лейтенанта Гнедина после церемонии награждения в Кремле направили в 1-ю танковую дивизию, где он был назначен на должность командира танковой роты 4-го батальона 2-го танкового полка.
Начало войны застало Гнедина в пути, когда его танковый полк следовал из летних лагерей под Псковом в Заполярье. 23 июня под налётом вражеской авиации танкисты разгрузились на станции Алакуртти, и уже 24 июня сосредоточились близ границы к западу от Кандалакши. Однако обстановка на Ленинградском направлении быстро ухудшалась, и в конце июня 2-й танковый полк был переброшен в Карелию. Временно исполняя обязанности начальника штаба 4-го батальона, лейтенант Гнедин участвовал в обороне Петрозаводска.
К концу августа батальон, в составе которого остались только огнемётные танки Т-26,  был расформирован, и  Гнедина направили в Павловск, где заново началось формирование 2-го танкового полка. В Павловске он  был назначен временно исполняющим должность командира батальона танков Т-50. Его батальон, усиленный тремя танками КВ, отличился в боях за деревню Еглизи, где был разбит 407-й полк 121-й дивизии вермахта, разгромлен его штаб и захвачены штабные документы. Но успех был временным. В последующих боях 2-й танковый полк потерял все боевые машины, и в сентябре 1941 года Гнедин в числе других офицеров полка был отозван в Ленинград.

### В блокадном Ленинграде
В Ленинграде Гнедин был назначен командиром 3-го батальона 12-го учебного танкового полка.
Учебный полк разместился в зданиях Политехнического института и школы № 111. Центральное водоснабжение и отопление отсутствовали. В бывших аудиториях и учебных классах были установлены печки-буржуйки, но дров не было, и топили их чем попало. Спали танкисты прямо на полу, умывались снегом. К весне бытовые проблемы удалось решить, но все тяготы блокады танкисты переносили наряду с горожанами. Виктор Александрович впоследствии вспоминал:
Бывало, получишь пайку, похожую больше на торф, чем на хлеб, подержишь в руке и не знаешь, то ли проглотить всё в один приём, то ли растянуть на весь день. Иногда нам выдавали по кусочку плавленого сыра, жжёного сахара. Для солдат варили болтушку из ржаной муки. Мы узнали, что такое дистрофия».
Но боевая учёба не прекращалась ни на день. В январе 1942 года танки 3-го батальона проходили техническое обслуживание на заводе «Пролетарий». Здесь Виктор познакомился с молодой работницей Ядвигой Сетель, которая через год стала его женой. В феврале 1942 года 3-й батальон был готов к отправке на фронт, и Гнедин написал рапорт о переводе в действующую армию. Однако его рапорт не был удовлетворён, и, сопроводив батальон к месту назначения, он вынужден был вернуться в Ленинград, где ещё целый год занимался обучением танкистов-новобранцев. Лишь в апреле 1943 года капитан Гнедин добился отправки на фронт.
Его направили в 220-ю танковую бригаду, где он принял под командование 84-й отдельный танковый батальон имени К. П. Ушакова. До сентября 1943 года батальон удерживал позиции на рубеже Арбузово — Анненское. За умело организованную оборону и обеспечение смены частей на переднем крае капитан Гнедин был награждён орденом Красной Звезды. В сентябре 1943 года батальон был выведен на территорию завода «Трубосталь», где после перевооружения новыми танками начал подготовку к зимнему наступлению.

### Прорыв блокады Ленинграда
Перед началом операции «Январский гром» 220-я отдельная танковая бригада была включена в состав подвижной группы, куда также вошли 1-я танковая бригада, 1439-й самоходно-артиллерийский полк, 1294-й отдельный самоходно-артиллерийский полк РГК и 2-й отдельный авто-броневой батальон. 15 января 1944 года подвижная группа была введена в бой с Пулковских высот в полосе наступления 30-го гвардейского стрелкового корпуса с задачей овладеть Красным Селом, Дудергофом и Вороньей горой. Во время наступления батальон майора Гнедина, прорвавшись в ближние тылы немцев, успешно громил их опорные пункты, сметал заслоны и засады, сея панику и дезорганизуя оборону противника и тем самым обеспечивая продвижение основных сил бригады. Особенно отличилась в боях головная походная застава батальона под командованием лейтенанта А. С. Мнацаканова.
Отступая под натиском советских войск, немцы отошли к Кургелево, где им удалось создать мощный опорный пункт. Взять деревню сходу не удалось: танкисты встретили сильное огневое сопротивление и вынуждены были отойти. Быстро оценив обстановку, майор Гнедин перестроил боевые порядки батальона. Сначала танкисты обходным манёвром блокировали двухамбразурный железобетонный дот, мешавший продвижению пехоты, а затем атаковали деревню двумя колоннами с флангов. Ворвавшись на позиции противника, батальон огнём орудий и гусеницами уничтожил 12 противотанковых орудий, 13 миномётов, 8 пулемётных гнёзд и до 150 солдат и офицеров вермахта. 17 января 1944 года деревня Кургелево была освобождена.
В боях с 18 по 27 января 1944 года батальон майора Гнедина продолжал действовать на острие основных сил бригады. Несмотря на ранение руки, Гнедин остался в строю и продолжал успешно командовать батальоном при освобождении населённых пунктов Телези, Новая Пудость и Педлино. В ожесточённых боях танкисты Гнедина уничтожили 20 орудий ПТО, 10 миномётов, более 20 пулемётных точек и до 180 солдат противника. 27 января 84-й танковый батальон перерезал железную дорогу на участке Кикерино — Елизаветино, выполнив поставленную боевую задачу.
В ходе дальнейшего наступления ушаковцы продолжали преследование отступающих немецких частей до самого Пскова, пройдя по маршруту Волосово—Осьмино—Ямм—Серёдка. В марте 1944 года 84-й танковый батальон участвовал в Псковской наступательной операции. 9 марта, в самом начале наступления, майор В. А. Гнедин успешно провёл танковую разведку боем в районе деревни Молгово и предоставил ценные разведданные штабу 42-й армии. Однако прорвать линию немецкой обороны «Пантера» в тот период не удалось. В апреле 220-я танковая бригада была переброшена на Карельский перешеек, где летом 1944 года участвовала в разгроме финских войск в рамках Выборгской операции. В сентябре 1944 года танкисты-ушаковцы добивали остатки немецких войск в Эстонии.
В декабре 1944 года 220-я танковая бригада была подчинена 5-й ударной армии 1-го Белорусского фронта. В это же время батальон майора Гнедина сменил нумерацию, став 2-м танковым батальоном имени майора Ушакова.

### Подвиг
4 января 1945 года 220-я танковая бригада была введена на Магнушевский плацдарм, где начала подготовку к предстоящему наступлению. В ходе Варшавско-Познанской операции танкисты полковника А. Н. Пашкова поддерживали части 89-й гвардейской стрелковой дивизии. 14 января 2-й танковый батальон майора Гнедина совместно с 270-м гвардейским стрелковым полком полковника Е. А. Петрова прорвал сильно укреплённую и глубоко эшелонированную оборону противника и вечером того же дня овладел населённым пунктом Буды-Михаловске.
Пока пехота проводила разведку и зачистку местности, танкисты оборудовали наблюдательный пункт на восточной окраине села. Отсюда хорошо просматривалась переправа через Пилицу, по которой дезорганизованные немецкие части переправлялись на левый берег реки. Этот мост на оперативной карте Гнедина был обозначен как гужевой грузоподъёмностью не более 10 тонн, и, следовательно, он не был предназначен для прохода тяжёлых танков и САУ. Однако в действительности предупреждающие знаки ограничения массы говорили о несущей грузоподъёмности моста в 60 тонн, да и сам Гнедин видел, как по мосту в сторону Михалува проследовало несколько немецких «Тигров». Понимая, какую ценность представляет этот мост для наступающих частей Красной армии, комбат решил захватить его во что бы то ни стало. Понимал он и то, что мост был подготовлен немцами к взрыву. В распоряжении Гнедина было всего три танка и 13 десантников на броне. В этой ситуации могла помочь только внезапность. Как только стемнело, танкисты устремились к переправе. На полном ходу врезавшись в немецкую колонну, давя гусеницами технику и пехоту врага, советские танки ворвались на мост. По приказу Гнедина две тридцатьчетвёрки пересекли Пилицу и заняли оборону на левом берегу реки. Сам комбат развернул свой танк поперёк моста и приготовился к отражению атак немцев, оставшихся на правом берегу.
Противник быстро пришёл в себя и попытался отбить мост. Начался ожесточённый бой, длившийся сорок три минуты. Танкистов во многом спасала темнота, не позволявшая немцам вести прицельный артиллерийский огонь по танкам. В Т-34 Гнедина было два попадания, но танковая броня выдержала. Экипаж на некоторое время оглох, но продолжал вести бой. В какой-то момент немцам удалось близко подойти к мосту и поджечь бикфордовы шнуры, но в это время к переправе прорвалась 8-я рота капитана И. К. Палилова и сапёрное отделение 104-го гвардейского сапёрного батальона под командованием старшего сержанта Ф. Е. Тарасова. Сапёры сразу устремились к опорам. Сержант А. Е. Шиндер первым достиг цели и сумел предотвратить взрыв моста. Вскоре к месту боя подошли основные силы 270-го гвардейского стрелкового полка, которые ликвидировали немецкую группировку на правом берегу Пилицы, после чего переправились на другой берег и захватили плацдарм, быстро расширив его в ширину и глубину.
По захваченному танкистами Гнедина мосту в прорыв были введены части 2-й гвардейской танковой армии. Операции по захвату моста через Пилицу высокую оценку дал член Военного совета 1-й гвардейской танковой армии генерал-лейтенант танковых войск Н. К. Попель:
…армия генерала Чуйкова не смогла в первый день выполнить свою задачу. По плану к 7:00 второго дня наступления мы уже должны были войти в «чистый» прорыв и вечером того же дня быть на реке Пилице. Но этот прорыв получился у Чуйкова на шесть часов позже, чем было запланировано. Мы с завистью посматривали на успехи соседей — 2-й гвардейской танковой армии, которой армия Н. Э. Берзарина не только обеспечила своевременный чистый прорыв, но и захватила исправный мост через Пилицу в глубине вражеской обороны. Все это они сделали в первый день операции.
Форсировав Пилицу, 220-я танковая бригада продолжила стремительное наступление на запад. 2-й танковый батальон под командованием майора Гнедина, действуя в передовом отряде 5-й ударной армии, вырвался далеко вперёд и 17 января завязал бой за город Скерневице. Во взаимодействии с бойцами 34-й мотострелковой бригады 12-го танкового корпуса танкисты-ушаковцы разгромили пехотный полк противника, оборонявший Скерневице, и к 19 часам полностью овладели городом. В уличных боях танк Гнедина был подбит. Тяжелораненого комбата вынесли с поля боя и эвакуировали в госпиталь.
Указом Президиума Верховного Совета СССР от 27 февраля 1945 года за образцовое выполнение боевых заданий командования на фронте борьбы с немецкими захватчиками и проявленные при этом отвагу и геройство майору Гнедину Виктору Александровичу было присвоено звание Героя Советского Союза.

### После войны
После недолгого пребывания в полевом госпитале Гнедин санитарным поездом был отправлен в Красноярск. Там его в крайне тяжёлом состоянии нашла супруга Ядвига Ивановна. Проявив настойчивость, она добилась, чтобы мужа санитарным самолётом перевезли в Ленинград. В эвакогоспитале № 1359 при Военно-медицинской академии Гнедину сделали несколько сложных операций. Врачи спасли ему жизнь, но, проведя на больничной койке в общей сложности два года и восемь месяцев, в том числе полтора года в гипсе без движения, Гнедин вышел из госпиталя инвалидом первой группы: его правая рука еле двигалась, левая рука висела плетью, а левая нога стала на девять сантиметров короче. В 1947 году он был отправлен в отставку.
После выписки из госпиталя Гнедин решил устроиться на работу по своей гражданской специальности, но в отделе кадров управления Финляндской железной дороги ему отказали. Стремясь добиться своего, бывший танкист обратился за помощью в политуправление Ленинградского военного округа. Там он встретил редактора газеты  «На страже Родины» М. И. Гордона, который и посоветовал ему заняться литературной деятельностью.
Первым литературным опытом для Гнедина стал очерк о Герое Советского Союза А.С. Мнацаканове, а в 1952 году в Военном издательстве вышла его книга «Рассказы о боевых товарищах». Но самым известным его произведением стала повесть «Сквозь пламя», над которой Гнедин работал 13 лет. Позднее он вспоминал:
Это труднее, чем воевать… Начну главу раз, второй, третий – не нравится, порву и брошу в корзину… Но как бы то ни было, книгу одолел. Доволен: снова на передовой, а не в тылу…
Ещё несколько литературных произведений Гнедина были опубликованы в сборниках военной тематики.
Кроме литературной деятельности Виктор Александрович активно занимался военно-патриотической работой: выступал перед школьниками, трудовыми коллективами, призывниками и солдатами срочной службы, вёл военную рубрику в газете «Ленинские искры», был редактором радиожурнала «Страницы подвига», который транслировался по Ленинградскому радио раз в месяц. Гнедин также стоял у истоков создания музея в школе № 111, который теперь носит его имя.
Жил в Ленинграде по адресу: Кондратьевский проспект, 49. Умер 30 марта 1977 года на 63 году жизни. Похоронен на Богословском кладбище (Братская дорога, участок № 19).

## Награды
- Звание Героя Советского Союза (27.02.1945)[22]:

медаль «Золотая Звезда» (27.02.1945; № 5387);
орден Ленина (27.02.1945; № 46183);
- орден Отечественной войны II степени (14.04.1944)[16];
- орден Красной Звезды (14.09.1943)[10];
- медали, в том числе:

медаль «За отвагу» (20.05.1940);
медаль «За боевые заслуги» (06.11.1947);
медаль «За оборону Ленинграда» (22.02.1942, вручена 20.06.1943);
медаль «За победу над Германией в Великой Отечественной войне 1941—1945 гг.» (09.05.1945).

## Семья
- Супруга Гнедина (в девичестве Сетель) Ядвига Ивановна (1922—2000), уроженка города Ленинграда. Окончив семь классов школы, начала работать учётчицей на заводе «Пролетарий». Перед войной работала табельщицей в туннельном цехе завода, во время блокады города освоила специальность токаря. После войны окончила машиностроительный институт. Занимала должность начальника туннельного цеха. Затем работала директором пионерского лагеря. Награждена орденом Трудового Красного Знамени, медалями «За оборону Ленинграда» и «За трудовую доблесть»[30].
- Сын Александр (1954—2015). Пошёл по стопам отца. Окончил Ульяновское танковое училище в 1975 году. 25 лет служил в танковых частях. В запас ушёл с должности заместителя командира учебно-танкового батальона по воспитательной работе. Подполковник запаса[31].
- Дочь Людмила (1944—1987)[32].

## Память
- Санкт-Петербург:

- С 9 декабря 1969 года в школе № 111 (ул. Фаворского, 16А)  функционирует музей танковых войск, которому 6 мая 1977 года было присвоено имя Героя Советского Союза В. А. Гнедина. В зале школьного музея установлен бюст Героя.

- Прокопьевск:

- В 1975 году на фасаде административного здания Прокопьевского транспортного управления (ул. Энергетическая, 1) была установлена мемориальная доска с текстом: «В ПТУ с 1932―1936 год работал дежурным и маневровым диспетчером участник Великой Отечественной войны 1941―1945 г.г. Герой Советского Союза Гнедин Виктор Александрович».
- Индивидуальная стела с портретом Гнедина установлена на мемориальном комплексе «Аллея Героев Советского Союза» на улице Комсомольской (комплекс сооружён в 1985 году, реконструирован в 2000 году).
- Решением горисполкома Прокопьевска от 23 августа 1985 года № 231 улица 2-я Авангардная в микрорайоне Красная Горка была переименована в улицу имени Гнедина, на доме № 48 по улице Гнедина в 1995 году была установлена аннотационная доска.
- В 2006 году имя В. А. Гнедина было увековечено на стеле Почётных граждан города, Героев Советского Союза и Героев Социалистического Труда (площадь Победы).

- Калтан:

- Решением главы администрации города от 30 апреля 2010 года имя Героя Советского Союза В. А. Гнедина присвоено школе № 18 (пер. Советский, 9А). На территории школы в честь Гнедина установлен памятный камень и разбита сосновая аллея.
- В 2020 году на площади Победы установлен бюст Героя.

- Кузнецкий Алатау:

- Распоряжением Правительства Российской Федерации от 21 апреля 2018 года № 720-р «О присвоении наименования географическим объектам в Кемеровской области» безымянной вершине с отметкой 625,2, расположенной на хребте Кузнецкий Алатау с координатами 53°39,7' северной широты, 88°54,7' восточной долготы,  присвоено наименование «Гнедина».
- 20 сентября 2020 года на горе имени Гнедина в честь Героя была установлена мемориальная плита.

## Сочинения
- Гнедин В А. Рассказы о боевых товарищах. — М.: Военное издательство, 1952. — 48 с.
- Гнедин В А. Сквозь пламя: повесть. — Л.: Лениздат, 1960. — 224 с.
- Гнедин В. А. Бой за Еглизи // Подвиг Ленинграда. Документально-художественный сборник. — М.: Воениздат, 1960. — С. 48―51. — 620 с.
- Гнедин В. А. Таранный удар // Девятьсот дней: литературно-художественный и документальный сборник, посвящённый героической обороне Ленинграда в годы Великой Отечественной войны. — Л.: Лениздат, 1957. — С. 524―536. — 595 с.

## Архивные документы
- Общедоступный электронный банк документов «Подвиг Народа в Великой Отечественной войне 1941—1945 гг.»:

Представление к званию Героя Советского Союза.
Указ Президиума Верховного Совета СССР от 27.02.1945.
Комплект наградных документов на орден Отечественной войны II степени.
Комплект наградных документов на орден Красной Звезды.
Комплект наградных документов на медаль «За оборону Ленинграда».